# The Lost Tapes II
The Lost Tapes II è la quinta raccolta del rapper statunitense Nas, pubblicata il 19 luglio 2019 dalla Mass Appeal Records e dalla Def Jam. Il disco è il seguito della raccolta The Lost Tapes, pubblicata nel 2002. The Lost Tapes II è composto da brani scartati dai quattro precedenti album di Nas, Hip Hop Is Dead (2006), Untitled (2008), Life Is Good (2012) e Nasir (2018) ed è prodotto da beatmakers quali Pete Rock, The Alchemist, RZA, Pharrell Williams, No I.D., Swizz Beatz e Kanye West.

## Antefatti
Nel 2002 Nas pubblica The Lost Tapes, raccolta delle sue canzoni scartate dalle sessioni di registrazione per gli album in studio I Am... (1999) e Stillmatic (2001). Un seguito della raccolta, The Lost Tapes 2, è programmato originariamente per essere pubblicato il 16 dicembre 2003 e include tracce non pubblicate, remix e freestyle. Nonostante ciò, la pubblicazione della raccolta è ritardata, e nel 2006 Nas firma con la Def Jam Recordings. Nel giugno 2010, parlando del seguito di The Lost Tapes in un'intervista radiofonica per Hot 97.5 KVEG, il rapper dichiara di avere abbastanza canzoni per fare Lost Tapes 2 e 3 da subito. Nel settembre seguente, annuncia l'uscita di The Lost Tapes 2 per il 14 dicembre 2010. Tuttavia, la pubblicazione della compilation è nuovamente ritardata dalla Def Jam; nasce una petizione online a dicembre da parte degli appassionati per chiedere ai dirigenti della Def Jam di pubblicare la raccolta. In seguito, Nas decide di registrare materiale per un nuovo album, mettendo in standby i piani per l'uscita di The Lost Tapes 2.

## Promozione
L'11 giugno 2019 annuncia l'uscita di The Lost Tapes 2 e il 2 luglio successivo pubblica un trailer in cui annuncia la copertina dell'album, le tracce, i crediti di produzione e la data d'uscita, stabilita per il 19 luglio 2019.

## Accoglienza
| Recensione      | Giudizio |
| --------------- | -------- |
| The Independent | [ 12 ]   |

Roison O'Connor dell'Independent ha accolto positivamente la compilation, elogiando in particolare il lavoro dei produttori RZA, Kanye West e Swizz Beatz e scrivendo che l'album «suona come se un artista avesse riscoperto il suo amore per l'hip-hop nel modo più gioioso e soddisfacente.»

## Tracce
Tracce adattate da Rolling Stone.
1. No Bad Energy – 3:02 (Nasir Jones, Kaseem Dean, Abraham Orellana) – Swizz Beatz, araabMuzik
2. Vernon Family – 3:00 (Jones, Pharrell Williams, Jamal Sublett) – Pharrell Williams
3. Jarreau of Rap (Skatt Attack) (featuring Al Jarreau & Keyon Harrold) – 3:19 (Jones, Keyon Harrold, Eddie Cole, Dave Brubeck, Al Jarreau) – Xharlie Black, Eddie Cole, Nas (co-prod.)
4. Lost Freestyle – 3:24 (Jones, Patrick Baril, Angela Bofill) – Statik Selektah
5. Tanasia – 3:50 (Jones, Robert Diggs, Michael Dunford, Betty Newsinger) – RZA
6. Royalty (featuring RaVaughn) – 4:50 (Jones, Chauncey Hollis, Christopher Breaux) – Hit-Boy
7. Who Are You (featuring David Ranier) – 3:44 (Jones, Eric Hudson, David Ranier Webber) – Eric Hudson
8. Adult Film (featuring Swizz Beatz) – 4:10 (Jones, Dean) – Swizz Beatz
9. War Against Love – 3:47 (Jones, Dacoury Dahi Natche, Khalil Abdul-Rahman) – DJ Dahi, DJ Khalil
10. The Art of It (featuring J. Myers) – 4:08 (Jones, Peter Phillips, Jamal Sublett, Vincent Brown, Anthony Criss, Keir Gist) – Pete Rock
11. Highly Favored – 2:23 (Jones, Diggs, Homer Banks, Carl Hampton, Raymond Jackson) – RZA
12. Queens Wolf – 3:46 (Jones, Aldrin Davis) – DJ Toomp
13. It Never Ends – 3:32 (Jones, Daniel Maman, Colin Gibson, Kenny Craddock) – The Alchemist
14. You Mean the World to Me – 3:00 (Jones, Kanye West, Leroy Hutson) – Kanye West
15. Queens Bridge Politics – 3:02 (Jones, Phillips) – Pete Rock
16. Beautiful Life (featuring RaVaughn) – 6:41 (Jones, Ernest Wilson, Reginald Brown, Richard Davis, Stafford Floyd) – No I.D.

## Classifiche
| Classifica (2019)         | Posizione massima |
| ------------------------- | ----------------- |
| Belgio (Fiandre)          | 125               |
| Canada                    | 65                |
| Francia                   | 177               |
| Paesi Bassi               | 95                |
| UK R&B                    | 4                 |
| Stati Uniti               | 10                |
| US Top R&B/Hip-Hop Albums | 7                 |
| US Top Rap Albums         | 6                 |
| Svizzera                  | 34                |